# Gaspyknometer
Ein Gaspyknometer ist ein Gerät zur Bestimmung des Volumens von Festkörpern unabhängig von ihrer geometrischen Form. Es können auch pulverförmige oder poröse Proben vermessen werden. Verwendung findet diese Messung zur Bestimmung der Dichte von Proben, welche auch als "wahre Dichte" bezeichnet wird.
Physikalische Grundlage ist das Gesetz von Boyle-Mariotte.

## Allgemeines
Gaspyknometer basieren darauf, dass die zu vermessenden Festkörper ihr Volumen eines Prüfgases in einer Probenkammer verdrängen.
Dieser Unterschied am Volumen des Prüfgases im Vergleich zur leeren Probenkammer bzw. einer Referenzkammer wird messtechnisch erfasst. Als Prüfgas wird in der Regel Helium eingesetzt, da es wenig mit Feststoffen interagiert (d. h. adsorbiert wird) und zweitens so klein und leicht ist, dass es auch in poröses Material eindringt. Es existieren zwei prinzipielle Bauformen von Gaspyknometern.

## Gaspyknometer mit konstantem Druck

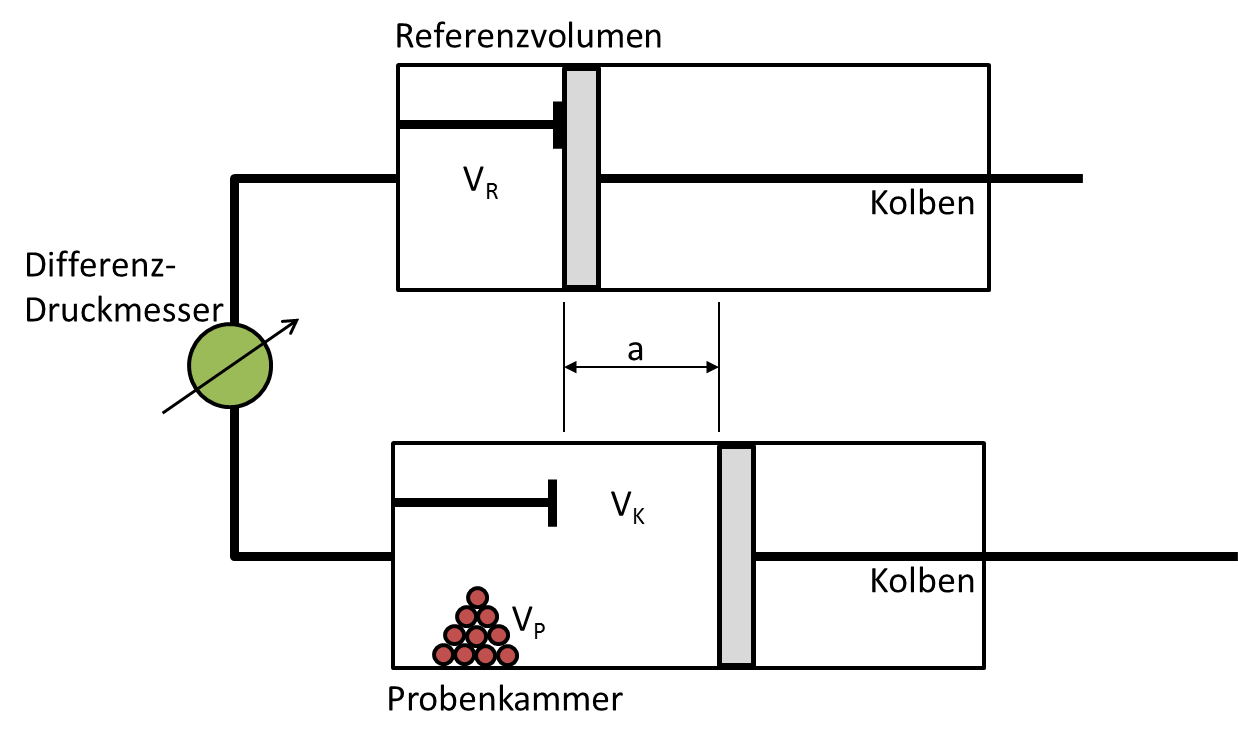
Schema – Gaspyknometer mit konstantem Druck

Der Aufbau besteht aus zwei Kammern, einer Proben- und einer Referenzkammer, von bekanntem und jeweils gleichem Volumen. Diese Kammern sind mit Kolben versehen und mittels eines Differenzdruckmessers miteinander verbunden, sodass in beiden Kammern immer der gleiche Druck herrscht. Komprimiert man das vorhandene Prüfgas in der Referenzkammer, indem der Kolben nach innen geschoben wird, so wird der Kolben der Probenkammer nach außen gedrückt und der Druck in den Kammern stellt sich auf den vorhandenen Außendruck ein und es besteht keine Druckdifferenz zwischen den Kammern. Befindet sich keine Probe in der Kammer, so ist die Länge des Verschiebweges beider Kolben gleich. Durch das Einbringen einer Probe in den Probenraum verringert sich das Volumen der Probenkammer und damit des vorhandenen Gasvolumens. Wird nun wieder in oben beschriebener Weise komprimiert, dann ist die Länge des Verschiebeweges des Kolbens der Probenkammer im Vergleich zum Fall der unbeladenen Probenkammer, aufgrund der Inkompressibilität der Feststoffvolumens der Probe, geringer.
Das Feststoffvolumen der Probe hängt von den bekannten Parametern, mit der Differenz des Verschiebweges der beiden Kolben wie folgt zusammen:
{\displaystyle V_{P}={\frac {(a\times A_{0}\times V_{1})}{(V_{1}-V_{2})}}}
wobei
{\displaystyle V_{P}} = Probenvolumen
{\displaystyle V_{1}} = Volumen der Kammern vor der Kompression
{\displaystyle V_{2}} = Volumen der Kammern nach der Kompression
{\displaystyle a} = Differenz des Verschiebeweges der Kolben
{\displaystyle A_{0}} = Oberfläche der Kolben.

## Gaspyknometer mit konstantem Volumen

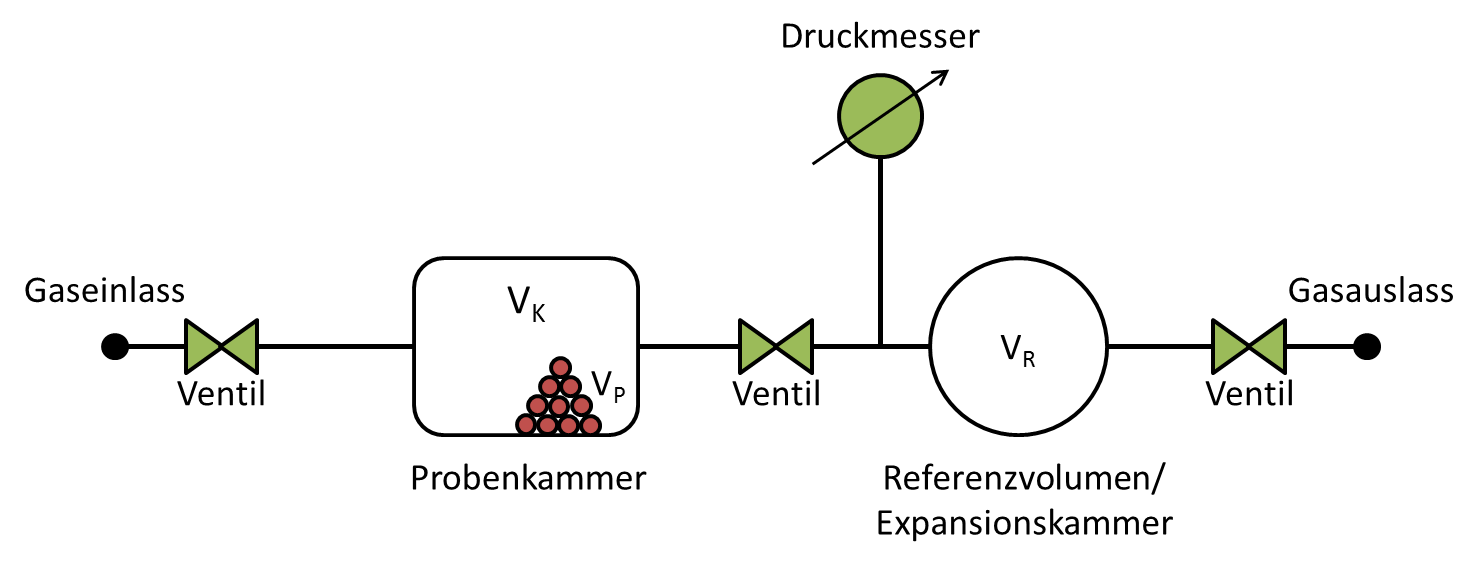
Schema – Gaspyknometer mit konstantem Volumen

Diese Art der Messung ist aufgrund des einfachen Aufbaus und Durchführung am weitesten verbreitet und auch in verschiedenen Normen und Pharmakopöen direkt als Verfahren benannt.
Der Aufbau besteht aus einer Proben- und einer Referenz-/Expansionskammer, welche über ein Ventil miteinander verbunden sind. Die Volumina der beiden Kammern sind durch Kalibrierung bekannt. Nach Einbringen der Probe in die Probenkammer wird Prüfgas eingeleitet, gegebenenfalls auch in die Referenzkammer. Zur eigentlichen Messung muss eine Druckdifferenz zwischen den Kammern bestehen, wobei die Probenkammer den höheren Druck aufweist. Dies kann, nach Schließen des Zwischenventils, durch Erhöhung des Drucks in der Probenkammer, oder Evakuierung der Expansionskammer geschehen. Nach Messung des Druckes in der Probenkammer wird das Zwischenventil geöffnet und der Druck nach erfolgtem Druckausgleich mit der Expansionskammer gemessen.
Das Feststoffvolumen der Probe hängt von den bekannten Parametern, mit dem Verhältnis des Anfangs- und Enddrucks wie folgt zusammen:
{\displaystyle V_{P}=V_{K}+{\frac {V_{R}}{1-{\frac {p_{i}}{p_{e}}}}}}
wobei,
{\displaystyle V_{P}} = Probenvolumen
{\displaystyle V_{K}} = Volumen der Probenkammer
{\displaystyle V_{R}} = Volumen der Referenz-/Expansionskammer
{\displaystyle p_{i}} = initialer Druck
{\displaystyle p_{e}} = Enddruck

## Dichtebestimmung
Bei bekannter Masse {\displaystyle m} der Probe kann die Pyknometrie-Dichte des Festkörpers errechnet werden:
{\displaystyle \rho _{\mathrm {Pyknometrie} }={\frac {m}{V_{\mathrm {Probe} }}}={\frac {m}{V_{\mathrm {Feststoff} }+V_{\mathrm {Poren,geschlossen} }}}},
mit
{\displaystyle V_{\mathrm {Probe} }} … Probenvolumen ohne die von außen zugänglichen („offenen“) Poren,
{\displaystyle V_{\mathrm {Feststoff} }} … Volumen des Feststoffs in der Probe,
{\displaystyle V_{\mathrm {Poren,geschlossen} }} … Volumen der von außen nicht zugänglichen („geschlossenen“) Poren.